# 우메바치 다카히데
우메바치 다카히데(일본어: 梅鉢 貴秀, 1992년 6월 8일 ~ )는 일본의 축구 선수이다.

## 구단 경력
그는 2011년부터 2022년까지 J리그의 가시마 앤틀러스, 몬테디오 야마가타, 츠바이겐 가나자와, SC 사가미하라에서 활동하였다.